# Дивисадерос (муниципалитет)
Дивисадерос (исп. Divisaderos) — муниципалитет в Мексике, штат Сонора, с административным центром в одноимённом посёлке. Численность населения, по данным переписи 2020 года, составила 753 человека.

## Общие сведения
Название Divisaderos с испанского языка можно перевести как — разделители, что связано с географическим положением, где очень много горных гряд.
Площадь муниципалитета равна 385,7 км², что составляет 0,2 % от площади штата, а наиболее высоко расположенное поселение Собайсетачи, находится на высоте 1080 метров.
Он граничит с другими муниципалитетами Соноры: на севере с Гранадосом, на востоке с Бакадеуачи, на юге с Сауарипой и Тепаче, на западе с Моктесумой.

## Учреждение и состав
Муниципалитет был образован 15 апреля 1932 года, по данным 2020 года в его составе остался только один населённый пункт:
| Код INEGI                  | Населённый пункт                                                                         | Численность населения (2005 год) | Численность населения (2010 год) | Численность населения (2020 год) |
| -------------------------- | ---------------------------------------------------------------------------------------- | -------------------------------- | -------------------------------- | -------------------------------- |
| 024                        | Всего                                                                                    | 681                              | 813                              | 753                              |
| 0001                       | Дивисадерос (исп. Divisaderos) 29°36′54″ с. ш. 109°28′14″ з. д. (административный центр) | 678                              | 813                              | 753                              |
| 0019                       | Собайсетачи (исп. Sobaisetachi) 29°37′40″ с. ш. 109°19′56″ з. д.                         | 2                                | —                                | —                                |
| 0092                       | Ла-Тамалера (исп. La Tamalera) 29°39′30″ с. ш. 109°28′00″ з. д.                          | 1                                | —                                | —                                |
| Названия на карте Генштаба |                                                                                          |                                  |                                  |                                  |

## Экономическая деятельность
По статистическим данным 2000 года, работоспособное население занято по секторам экономики в следующих пропорциях:
- сельское хозяйство, скотоводство и рыбная ловля — 35,3 %;
- промышленность и строительство — 32,3 %;
- торговля, сферы услуг и туризма — 28,7 %;
- безработные — 3,7 %.

## Инфраструктура
По статистическим данным 2020 года, инфраструктура развита следующим образом:
- электрификация: 100 %;
- водоснабжение: 95,5 %;
- водоотведение: 100 %.